# 管幹貞
管幹貞（1734年—1798年），改名幹珍，字松崖，又字陽復、暘復、陽夫，江蘇省常州府陽湖縣（今屬常州市武進區）人。清朝政治人物、書畫家，專長花鳥畫。

## 經歷
乾隆二十年（1755年）生員。二十一（1756年）年副貢。二十四年順天舉人。
乾隆三十一年（1766年）丙戌科第二甲第三十四名進士出身，改翰林院庶吉士。
三十四年（1769年）：翰林院散館，授編修。以翰林直史館撰文。
三十九年（1774年）：翰林院編修，充順天鄉試同考官。
四十年（1775年）：翰林院編修，會試同考官。  
四十二年（1777年）：翰林院編修，充貴州鄉試正考官。
四十三年（1778年）：翰林院編修，教習庶吉士。
四十五年（1780年）：翰林院編修，升陝西道監察御史。充國史館總纂官。
四十六年（1781年）：陝西道監察御史，以巡城御史巡視西城。考選貴州道監察御史。
四十七年（1782年）：貴州道監察御史，改京畿道監察御史，以巡漕御史巡漕天津、巡漕瓜洲、儀徵。
四十八年（1783年）：京畿道監察御史，以巡城御史巡視西城。訴訟書狀全都親自受理裁判；完整巡行城內與郊外，逮捕懲治犯法者。以巡漕御史巡漕天津、巡漕瓜儀。
四十九年（1784年）：京畿道監察御史，升戶科給事中，以巡漕御史巡漕天津、巡漕瓜儀。
五十年（1785年）：戶科給事中，以巡漕御史巡漕天津、巡漕瓜儀。
五十一年（1786年）：戶科給事中，兼以巡漕御史巡漕天津、巡漕瓜儀。改鴻臚寺少卿，遷通政使司參議。於臨清幫辦漕運事務。
五十二年（1787年）：通政使司參議，升光祿寺卿，文淵閣直閣事。以巡漕御史巡漕天津、巡漕瓜儀。冬季漕船回空時常遇到河水凍結，必須打凌破冰，管幹貞命令先破冰疏通下游河道，以免上游碎冰流往下游，使下游結冰更厚，此後漕運就遵守這個方法。
- 管幹貞上奏疏言：「運河以諸湖為水櫃，誠使節節疏通，雖遇旱澇，可以節宣。否則雨少無籌濟之方，雨多無容水之地。至引黃入運，係一時權宜。苟疏濬得宜，黃河全力下注，運河自不致停沙。」又奏請治理疏濬駱馬湖，使運河水能夠儲蓄與宣洩，得到諭旨覆議實行。遷內閣學士，兼禮部侍郎銜。

五十三年（1788年）：內閣學士兼禮部侍郎銜，七月九日遷工部右侍郎，兼管吏部右侍郎。八月充順天鄉試副考官。
五十四年（1789年）：工部右侍郎，三月六日充會試副考官。六月十日升授漕運總督，加兵部侍郎銜、右副都御史銜。
- 運糧漕船行駛到天津楊村，時常因為水位太淺，必須改用小船將漕糧運至岸上，運糧船員無法負擔該船所需金額，習慣上由長蘆鹽運使用賣鹽所得貸款給運糧船員，再借直隸藩庫銀兩歸款，運糧船員分年繳納還款。其後議決停止施行，造成運糧船員許多不便，管幹貞奏請恢復如舊例。
- 又疏奏陳述江西軍民疲敝困乏，請籌款增補行糧、月糧折價銀，以官銀代替償還累積拖欠的漕糧折價，令其分年繳納；並且放寬期限清查、屯田，使江西得以調整喘息[12]。乾隆帝全都聽從採納。

五十五年（1790年）：仍任漕運總督、兵部侍郎右副都御史銜。獲賜花翎、黃馬褂。
- 管幹貞上疏：「漕艘百餘幫，役夫數萬人，最易藏奸生事。上年新漕，飭嚴立規條，行必按伍，止則支更。親行督察，乃知別有奸人隨運潛行。督飭捕治數十人，交州縣確擬嚴懲。」乾隆帝下旨嘉獎。八月御賜《萬壽衢歌樂章》一部[13]。

五十八年（1793年）：仍任漕運總督、兵部侍郎右副都御史銜。疏言：「蘇州太倉押運官，例抵淮後改委赴通。中途分更，互相推諉。請自水次抵通，始終其事，庶官有專司。」
- 奏請河南豁免緩徵，停運與減存的河南船隻，就近赴山東受雇撥運漕糧。奏請各幫水手如果欠缺縴夫，指令舵手、船工頭領只可用素來認識、誠實的人補充，避免船工聚眾竊盜的麻煩。都報得許可。
- 各省開倉、兌畢，大多辦理至春初，漕船又到處逗遛，若遇到水位太淺或河水暴漲，甚至有在河北過年的。管幹貞嚴飭催促船工差役修補船隻與受兌，恢復「冬兌春開」舊制。
- 糧船起運，管幹貞往往親自乘馬監督催促，風雨無阻，或者不回搭乘的船而搭帳篷露宿。低微的差役認真出力，必定親自慰勞。運糧人丁船員不順從，立刻予以懲罰。當時船工也許難以忍受管幹貞嚴苛猛烈，等到回空節省花費，沒有絲毫派徵壓力，就都大為喜悅而佩服。乾隆帝曾經召見管幹貞褒獎其賢能有才幹，說可以比得上楊錫紱。

五十九年（1794年）：仍任漕運總督、兵部侍郎右副都御史銜。因患病求請病假，朝廷命兩江總督書麟攝理漕運事務。痊癒後，回任原職。
嘉慶元年（1796年）：仍任漕運總督、兵部侍郎右副都御史銜。這一年，戶部決議江蘇、浙江白糧全數運往京城糧倉，以多餘的羨米為耗，浙江運糧船丁已經如議啟航交運。管幹貞主張江南剩餘的儲米較少，堅持抗議不執行，交吏部從嚴議處，五月二十一日遭降二級革職調用處分。
嘉慶三年（1798年）卒，年六十五。管幹貞工花鳥畫，得惲壽平真傳精髓，尤其擅長設色牡丹。

## 著作
- 《書經一隅》
- 《易經一隅》
- 《詩經一隅》
- 《問禮一隅》
- 《規左一隅》
- 《明史志》
- 《說文考異》
- 《黃門篆說義》
- 《玉書》
- 《延陵志餘》
- 《管松崖文集》
- 《管松崖詩集》
- 《詩餘偶存》
- 選輯《舊雨集》
- 奉敕纂《欽定外藩蒙古回部王公表傳》未完

## 家庭及關聯
- 父：管景賢
- 伯叔：管景麟
- 子：管遹安、管遹儀、管遹群
- 孫：管貽葄、管貽葆

- 姻婭：吳光悅（女嫁管遹群）
- 從外孫：孫星衍
- 友：趙懷玉